# Batteries des Epesses et des Rattes
 (octobre 2015).
Si vous disposez d'ouvrages ou d'articles de référence ou si vous connaissez des sites web de qualité traitant du thème abordé ici, merci de compléter l'article en donnant les références utiles à sa vérifiabilité et en les liant à la section « Notes et références ».

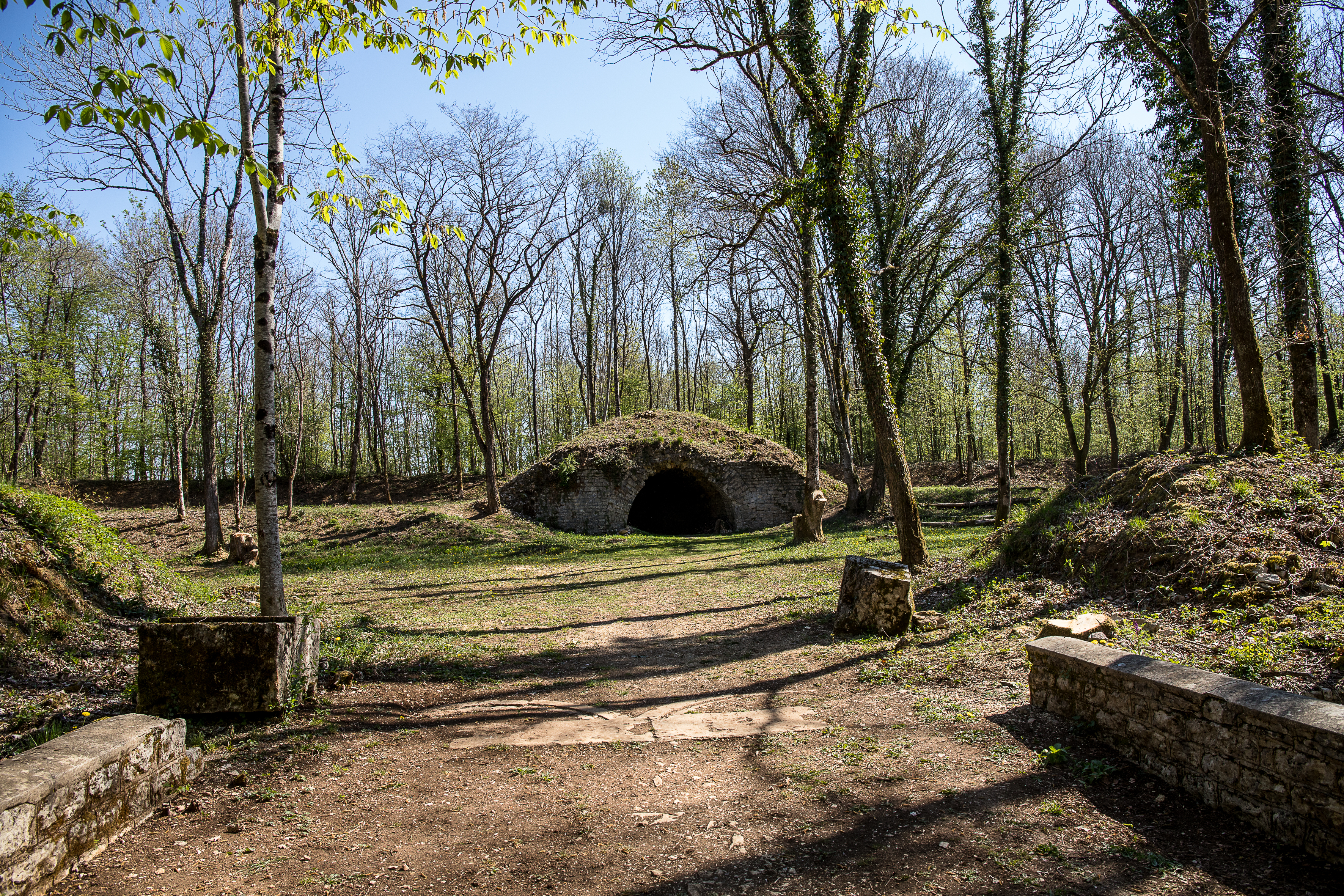
Entrée de la batterie des Epesses

Les batteries des Épesses et des Rattes sont des fortifications de la fin du XIXe siècle appartenant à la place fortifiée (camp retranché) de Besançon dans le 
département du Doubs.

## Histoire
Les deux batteries font  partie de la première  phase de construction du camp retranché de Besançon dont la mise en place s'étala de 1872 à 1886. Portant les noms de lieux-dits boisés de la commune de Montfaucon au milieu desquels ils sont implantés, ce sont deux fortifications complémentaires au fort de Montfaucon terminé en 1878.
À la suite de la construction de ce fort, il se révéla que le bois des Épesses masquait partiellement sa vue à l'Est. La résolution du problème passa par l'implantation au point haut du bois (578 m) d'une batterie tirant vers le Nord-Est. Les travaux eurent lieu en 1883.
De même, le bois de la Ratte masquait à la vue du fort  une partie de la route départementale en direction de Nancray. Un mamelon de ce bois  d'altitude 492 m  fut retenu pour y aménager, en 1883 également, une seconde batterie, dite "des Rattes" orientée vers l'Est.

## Description
La batterie des Épesses est entourée d'un fossé presque rectangulaire. Un pont sur ce fossé, permet d'accéder à l'intérieur de l'ouvrage. Outre les levées de terre protégeant la place d'armes centrale, la batterie disposait d'une traverse-abri encadrant deux plates-formes d'artillerie, d'un parapet d'infanterie et d'un petit casernement aujourd'hui en ruine. Un chemin stratégique la reliait au village de Montfaucon. Peu après l'entrée dans le bois, au lieu-dit Résillebois, une dérivation sur la gauche conduit au magasin à poudre et à la citerne de récupération des eaux de pluie des Épesses.
La batterie des Rattes adopte une taille et disposition similaires  avec  traverse-abri, banquette d'artillerie, parapet d'infanterie et caserne défensive. Les  différences résident dans la réalisation des fossés sans maçonnage des murs et dans  l'interruption du fossé de gorge, laissant un large passage fermé autrefois par une simple palissade. De même, un chemin stratégique a dû être aménagé pour la relier au village.

## Visite
Pour se rendre à la batterie des Épesses il faut, depuis Montfaucon, prendre la route menant à la Combe aux Bâtards puis continuer en sous-bois pendant 1 km environ. On aborde la batterie (baptisée improprement fort sur la carte IGN) par son fossé de gorge. Le tour extérieur des fossés, peu profonds, permettra de découvrir la maçonnerie des murs d'escarpe et contrescarpe avec par endroits des arcs de décharge. Certaines des bornes de l'emprise militaire sont encore présentes au sud de l'ouvrage en bord de sentier.
Un ponceau permet de franchir le fossé là où le merlon protégeant la cour est interrompu, mais la porte originelle à deux vantaux n'existe plus.
En face se trouve la position d'artillerie avec sa traverse-abri en maçonnerie très dégradée qui encadre deux banquettes, chacune d'elles pouvant recevoir deux canons de 95 mm.
Un parapet d'infanterie est aménagé sur le merlon entourant la cour. Sur la droite, on apercevra les ruines d'un petit casernement protégé par un fossé.
Au retour, au lieu-dit Résillebois peu avant la sortie du bois, prendre un chemin qui descend en lacets jusqu'à une ancienne carrière. Trois couloirs partent de la base du front de taille. Les deux de gauche mènent à un magasin à poudre creusé en caverne entre 1888 et 1889 qui comporte deux pièces. Celui de droite conduit à une citerne de récupération des eaux de pluie. C'est entre 1891 et 1892 que, ce que les militaires nomment une fontaine Rouby, a été aménagée ici : au-dessus de la carrière un réceptacle de 12 ares filtrait les eaux pluviales qui étaient dirigées vers la citerne.
Un chemin plus bas que le précédent mène, en moins de 2 km, à la batterie des Rattes. Sa conception est identique à celle des Epesses, mais les fossés sont simplement creusés, leurs escarpes et contrescarpe étant en terre coulante. La traverse-abri présente la particularité de comporter deux entrées latérales et non une entrée arrière. Le casernement, également côté droit, n'est pas ruiné. La batterie pouvait être armée de quatre canons de 95 mm.

## Les batteries hier et aujourd'hui
C'est un entrepreneur de Montfaucon qui acheta les emprises des deux batteries en 1934. C'est semble-t-il de cette époque que date la dégradation de la maçonnerie des Épesses sans doute à la suite de prélèvements des pierres de parement...
La commune de Montfaucon en est, par la suite, devenue propriétaire des deux sites.